# Medianet
medianet est un journal économique autrichien, considéré comme presse nationale, qui paraît chaque semaine le vendredi et se spécialise dans différents secteurs économiques. Il s'agit d'un type de journal économique qui s'efforce de présenter un rapport hebdomadaire aussi complet que possible sur des sujets liés à l'économie autrichienne.
La rédactrice en chef est Sabine Bretschneider. Ses adjoints sont Dinko Fejzuli (marketing et médias) et Christian Novacek. Les autres chefs de département sont Martin Rümmele (économie de la santé), Helga Kremer (immobilier, technologie industrielle) et Reinhard Krémer (finance). Le propriétaire du média est medianet Verlag AG. Le membre du conseil d'administration est Markus Bauer et le directeur de la publication est Bernhard Gily.
Depuis novembre 2006, medianet est leader sur le marché de toutes les publications spécialisées en Autriche parmi tous les décideurs des 900 plus grandes agences de publicité d'Autriche, selon la seule étude indépendante sur la portée et la part de marché "Special Magazine Study 2006" réalisée par le célèbre société d'études de marché Focus Media Research GmbH.
La marque medianet est synonyme de responsabilité médiatique, de création de tendances et de service hautement sensible et axé sur le service aux partenaires médias et aux lecteurs.".